# Framgångsfaktorn som skapar vinnarna
Framgångsfaktorn som skapar vinnarna (även: Outliers: 10 000-timmarsregeln och andra framgångsfaktorer) (engelsk originaltitel: Outliers: The Story of Success) är en bok av den engelsk-kanadensiske författaren och journalisten Malcolm Gladwell från 2008. I Outliers undersöker Gladwell de faktorer som bidrar till höga nivåer av framgång. 
För att stödja sin avhandling undersöker han orsakerna till att majoriteten av kanadensiska ishockeyspelare är födda under de första månaderna av kalenderåret, hur Microsofts grundare Bill Gates uppnått sitt extrem rikedom, hur The Beatles blev ett av de mest framgångsrika musikaliska akter i mänsklighetens historia, hur Joseph Flom byggde Skadden, Arps, Slate, Meagher & Flom till en av de mest framgångsrika advokatbyråer i världen, hur kulturella skillnader spelar en stor roll i upplevd intelligens och rationellt beslutsfattande, och hur två personer med exceptionell intelligens, Christopher Langan och Robert Oppenheimer, hamnar med så vitt skilda öden. I boken nämner Gladwell "10 000-timmarsregeln" och hävdar att nyckeln till att uppnå världsklass kompetens inom någon skicklighet, är till stor del en fråga om att öva på rätt sätt, för totalt cirka 10 000 timmar. 10 000-timmarsregeln är baserad på forskning av svensk-amerikanske forskaren K. Anders Ericsson, vilken under sin karriär undersökt de bakomliggande faktorerna till expertis. Termen är inte oomstridd, särskilt hävdar Ericsson att det är överdrivet förenklad. Ericsson har sedermera gett ut sin egen bok på ämnet: Peak -- vetenskapen om att bli bättre på nästan allt.